# Дзюба, Феодосий Игнатьевич
Феодосий Игнатьевич Дзюба — советский хозяйственный, государственный и политический деятель, Герой Социалистического Труда.

## Биография
Родился в 1914 году в селе Гусачевка. Член КПСС с 1939 года.
С 1934 года — на хозяйственной, общественной и политической работе. В 1934—1972 гг. — на комсомольской и партийной работе в Обуховском районе Киевской области, участник Великой Отечественной войны, командир отдельного учебного батальона 339-й стрелковой дивизии, командир стрелкового батальона 1137-го стрелкового полка 339-й стрелковой дивизии, на курсах высшего командного состава «Выстрел», на партийной работе в Украинской ССР, первый секретарь Цебриковского райкома КП Украины, первый секретарь Измаильского райкома Компартии Украины.
Указом Президиума Верховного Совета СССР от 23 июня 1966 присвоено звание Героя Социалистического Труда с вручением ордена Ленина и золотой медали «Серп и Молот».
Делегат XXIV съезда КПСС.
Умер до 1985 года.